# オープン・ドアーズ
オープン・ドアーズ（英: Open Doors）は、キリスト教徒が社会的および法的に迫害されていると考えられている60以上の国家において、迫害されているキリスト教徒を支援する超教派の宣教団体である。聖書およびキリスト教文学作品の配布、音声録音、キリスト教放送および信徒訓練の実施などにも関わっている。 オープン・ドアーズは、世界規模でキリスト教徒が迫害されていることに対する関心を呼び起こし、世界中のキリスト教徒がそれに対し祈祷、支援および行動することを促す。 本部はオランダのヘルダーラント州エルメロに、 米国オフィスはカリフォルニア州サンタアナに位置する。 オープン・ドアーズは、Forum of Bible Agencies International の一員でもある。

## 歴史
オープン・ドアーズは、ブラザー・アンドリューとして知られるオランダ人、アンドリュー・ヴァン・デル・ビジルによって、1955年に設立された。この年に彼は、当時は共産国家であったポーランドで差別されていたキリスト教徒へ聖書を密輸することを決意したのである。彼はソビエトの支配下にあった国々に対してもこの聖書密輸の働きを継続した。1957年に彼は、のちに共産圏への聖書密輸の為に多用されることになるフォルクスワーゲン・ビートルを贈呈された。新しい車によって、さらに多くのキリスト教文学を運び込むことができるようになった。その後、オープン・ドアーズは拡大を続け、東欧からソ連へとネットワークを拡張していった。
1981年7月18日、オープン・ドアーズは、「プロジェクト・パール（Project Pearl）」と題して、汕頭（シャントウ）市近隣の浜辺に一夜にして100万冊の密輸中国語聖書を運び込む計画を立てた。「プロジェクト・パール」は、ブラザー・デイビッドによって率いられた、多国籍の20人の船員によって実行に移された。ガブリエル号と名付けられた137フィート（約42ｍ）の半潜水艇には、ビニールで防水包装された1トンの包みが232個分搭載された（100万冊の中国語聖書）。マイケル号と名付けられた97フィート（約30ｍ）のタグボートが、碇泊している中国海軍の船の間を縫うようにしてガブリエル号を浜辺まで牽引した。船員は午後9時に浜辺に降り立った。1万人の中国人信徒が聖書を運ぶために岸に集まり、聖書は中国全土へと届けられた。『タイム』誌は「プロジェクト・パール」を「驚くべきミッション……中国史上最大の作戦である」と評した。
1988年には、オープン・ドアーズはグラスノスチを契機として、250万ドルを費やして100万冊のロシア語聖書をロシア正教会へ公に配給した。 この時オープン・ドアーズは国際聖書協会と提携して、 この任務をわずか一年で完了させた。
2007年8月の時点で、オープン・ドアーズは27カ国に事務所を構えた。
2010年には、70以上の国の428,856人が、オープン・ドアーズによる世界的な「神を信じる自由（Right to Believe）」の請願に署名することによって、キリスト教を信仰する自由を擁護し、国連による宗教に対する名誉毀損に対し異を唱えた。 請願書は2010年12月6日(月)にニューヨークの国連本部へ提出された。
2011年の時点で、オープン・ドアーズ・インターナショナルは、310万冊以上の聖書、子ども用聖書、研修、その他のキリスト教教材を約50カ国に配布し、世界中の約263,500人を訓練し、また、約172,000人に地域開発プロジェクトを通して仕えている。

## オペレーション
オープン・ドアーズは、多くの国で以下の事業を行っている。
- 聖書、その他キリスト教文学の配布
- 司牧訓練、弟子訓練の提供
- キリスト教徒の生活、家庭生活についてのセミナーの指揮。 「嵐の中にあって堅く立つ（Standing Strong Through the Storm）」と題されたセミナーは、迫害下においてどのように生き残るかを教会に指導するものである。[6]
- 聖書に基づく読み書きコース（literacy courses）の運営
- 未亡人、良心の囚人の家族、避難民、失業者が生計を立てるのを支援するための設備と職業訓練の提供[7]
- 受刑者とその家族への法的援助及び霊的・感情的な慰めの提供
- 牧師、教会、聖書学校への資金および機材の提供
- 印刷機、ラジオ、カセットプレーヤー、コピー機、AV機器および輸送用機器の供給
- キリスト教難民、未亡人、孤児のための聖書カレッジ、和解ミニストリー、修復センターの後援

### ワールド・ウォッチ・リスト
オープン・ドアーズは、は毎年「ワールド・ウォッチ・リスト」を発行しており、キリスト教徒が積極的に信仰を追求したことで直面する迫害の深刻さで各国をランク付けしている。ワールド・ウォッチ・リストは、現地の研究者、外部の専門家、学者、一般に公開されている調査資料などをもとに調査・比較している。これらの主観的な意見を基にした定性的な尺度である。2012年には、より高い信頼性、透明性、客観性、科学的な質を提供するために、ワールド・ウォッチ・リスト制作の方法論が全面的に改訂された。2013年には、方法論のさらなる改良が行われた。各国は、教会生活、国民生活、共同体生活、家庭生活、私生活、クリスチャンに対する暴力の行使などの分野での迫害に応じて、0から100までの点数でランク付けされる。スコアに応じて、各国は「極度に激しい迫害（Extreme Persecution）」、「激しい迫害（Very High Persecution）」、「迫害（High Persecution）」の各カテゴリーに分類される。 

2020年時点の、キリスト教徒が最も激しく迫害された50ヶ国のランキングは以下の通りである。
Extreme Persecution
1. 朝鮮民主主義人民共和国
2. アフガニスタン
3. ソマリア
4. スーダン
5. パキスタン
6. エリトリア
7. リビア
8. イラク
9. イエメン
10. イラン
11. インド

Very High Persecution
1. サウジアラビア
2. モルディブ
3. ナイジェリア
4. シリア
5. ウズベキスタン
6. エジプト
7. ベトナム
8. トルクメニスタン
9. ラオス
10. ヨルダン
11. タジキスタン
12. マレーシア
13. ミャンマー
14. ネパール
15. ブルネイ
16. カタール
17. カザフスタン
18. エチオピア
19. チュニジア
20. トルコ
21. ケニア
22. ブータン
23. クウェート
24. 中央アフリカ共和国

High Persecution
1. パレスチナ
2. マリ
3. インドネシア
4. メキシコ
5. アラブ首長国連邦
6. バングラデシュ
7. アルジェリア
8. 中国
9. スリランカ
10. アゼルバイジャン
11. オマーン
12. モーリタニア
13. バーレーン
14. コロンビア
15. ジブチ